# Gothika
Gothika este un film polițist thriller supranatural din 2003. Este regizat de Mathieu Kassovitz după un scenariu de Sebastian Gutierrez. Cu actorii Halle Berry, Robert Downey Jr. și Charles S. Dutton. 

## Distribuție
- Halle Berry - Dr. Miranda Grey
- Robert Downey Jr. - Dr. Pete Graham
- Charles S. Dutton - Dr. Douglas Grey
- John Carroll Lynch - șerif Bob Ryan
- Penélope Cruz - Chloe Sava
- Bernard Hill - Phil Parsons
- Dorian Harewood - Teddy Howard
- Bronwen Mantel - Irene
- Kathleen Mackey - Rachel Parsons
- Matthew G. Taylor - Turlington
- Michel Perron - Joe
- Andrea Sheldon - Tracey Seaver

## Nominalizări
2004 Black Reel Awards
Best Actress - Halle Berry
2004 Kids Choice Awards
Best Favorite Actress
2004 Golden Trailer Award
Best Horror/Thriller
2004 Image Awards
Outstanding Actress in a Motion Picture - Halle Berry
Outstanding Supporting Actor in a Motion Picture - Charles S. Dutton
2004 MTV Movie Awards
Best Female Performance - Halle Berry
2004 Teen Choice Awards
Choice Movie – Thriller

## Legături externe
- Gothika la Internet Movie Database
- Gothika la Allmovie
- Gothika la TCM Movie Database
- Gothika la Box Office Mojo
- Gothika la Rotten Tomatoes
- Gothika la Metacritic